# Ернст Вебер
Ернст Генріх Вебер (нім. Ernst Heinrich Weber 24 червня 1795 — 26 січня 1878) — німецький психофізіолог та анатом, брат фізика Вільгельма Вебера.

## Біографія
Освіту здобув у Лейпцизькому університеті, де з 1818 року був професором на кафедрі порівняльної анатомії, анатомії людини і фізіології.
Веберу належать визначні роботи з порівняльної і мікроскопічної анатомії, а також з історії розвитку тварин і фізіології (механізм руху людини; локалізація відчуттів тиску, температури і місця в людській шкірі), тобто присвячені проблемам чутливості (головним чином шкірній і м'язовій).
Розробивши ряд методик і приладів для вивчення органів відчуттів (окремі з них застосовуються і на початку XXI століття), Вебер визначив наявність закономірних співвідношень між силою впливу зовнішніх фізичних подразників і викликаними ними суб'єктивними реакціями — відчуттями (що відображено в законі Вебера — Фехнера).
За допомогою розробленого приладу — естезіометра (також відомий як циркуль Вебера) — проводив експерименти для дослідження шкірної чутливості. Збільшуючи відстань між двома точками дотику приладу зі шкірою вчений визначав при якій відстані стимуляція буде визначатися як дві окремі точки. Вебер визначив, що різні ділянки шкіри мають різну чутливість. Так кінчики пальців виділяють точки дотику при мінімальній відстані, тоді як набагато меншою чутливістю володіє поперековий відділ спини, де навіть відстань між точками дотику у 1,5 см часто не відчувається як різні точки.
Його ім'ям названо «Веберів апарат» — орган відчуттів деяких риб, що дозволяє їм визначити ступінь наповнення їхнього плавального міхура газом.
Роботи вченого поклали початок психофізиці і експериментальній психології .
У 1845 році з братом Едуардом Вебером відкрив гальмівний вплив блукаючого нерва на діяльність серця, що поклало початок уявленням про гальмування як особливове фізіологічне явище.
Будучи прихильником природничого пояснення психічних взаємодій, Вебер критикував принцип «специфічної енергії органів відчуттів», який заперечує залежність психічних актів від зовнішніх подразників.
Головні його праці:
- «Anatomia comparata nervi sympatici» (1817);
- «De aure et auditu hominis et animalium» (1820);
- «Tractatus de motuiridis» (1822).

У співпраці з братами:
- «Die Wellenlehre» (1825);
- "Zusätze zur Lehre v. Bau und vd Verrichtung der Geschlechtsorgane "(1846);
- "Die Lehre v. Tastsinn und Gemeingefühl "(1851).